# Fixin’ to Die Blues
«Fixin’ to Die Blues» (с англ. — «Собираюсь умереть») — песня американского блюзмена Букки Уайта, выпущенная в 1940 году на лейбле Okeh Records. Композиция была сочинена в жанре дельта-блюз и спета Буккой Уайтом под аккомпанемент слайд-гитары и ритмического рисунка, исполненного на стиральной доске. Запись «Fixin’ to Die Blues» происходила в Чикаго 8 марта 1940 года под руководством звукорежиссёра Лестера Мелроуза, причём песня была написана всего несколько дней назад вместе с одиннадцатью другими специально для этой сессии.

## История создания
Уайт возобновлял свою музыкальную карьеру после двух с половиной лет заключения в печально известной тюрьме «Парчмен Фарм» штата Миссисипи. Находясь там, Уайт стал свидетелем смерти своего друга и «начал задаваться вопросом, что чувствует человек, когда умирает». Текст песни отражал его мысли о детях и жене:

| I’m looking funny in my eyes, an’ I b’lieve I’m fixin’ to die (2×) I know I was born to die, but I hate to leave my children cryin’ … So many nights at the fireside, how my children’s mother would cry (2×) ’Cause I ain’t told their mother I had to say good-bye | В моих глазах я выгляжу нелепо, и верю, что собираюсь умереть (2 ×) Я знаю, что был рождён, чтобы умереть, но я не хочу оставлять своих детей плачущими … Долгими ночами напролёт у камина, плачущими как их мать (2 ×) Потому что я не сказал ей то, что был должен — прощай |  |

Во время записи Уайт исполнил вокал и сыграл на акустической слайд-гитаре (которая была позаимствована у блюзового певца Биг Билла Брунзи) под аккомпанемент стиральной доски Уошборд Сэма. Несмотря на мрачный текст песни, её «музыка пульсирует с беспокойной энергией», а «слайд-гитара Уайта плачет в контрапункте с её лирическими образам». Музыкальный историк Тед Джоя отмечает, что эти записи Уайта «настолько близки к художественной песне, насколько когда-либо осмеливался идти традиционный блюз, но не теряют ни одного из существенных качеств наследия дельты». Однако как и другие песни с той сессии музыканта, «Fixin’ to Die Blues» не вызвала интереса у широкой публики. В результате Уайт на довольно продолжительное время отдалился от исполнения музыки в этом стиле, пока к ней не возродился интерес в начале 1960-х — на волне ренессанса американского фолка.

## Возрождение интереса и кавер-версии
В 1961 году американский фолк-музыкант Боб Дилан записал «Fixin’ to Die» для своего дебютного альбома, вышедшего годом позже. В примечаниях на обложке альбома отмечается, что его версия «была основана на старой записи Букки Уайта». Однако в аранжировке Дилана используется другая мелодическая линия и добавлено немного нового текста. «Готовлюсь умереть» (англ. Fixin’ to Die) стала одной из трех блюзовых песен на этом альбоме, посвященных теме смерти. Дэйв Ван Ронк (Dave Van Ronk, Folksinger) и Баффи Сент-Мари (Many a Mile) относятся к числу фолковых современников Дилана, которые также записали кавер-версии этой песни.
В 1976 год британская рок-группа Stretch записала кавер-версию этой песни для своего альбома «Вы не можете забить свою голову ради забавы» (англ. You Can’t Beat Your Brain For Entertainment). В 2002 году певец Роберт Плант также сделал кавер этой композиции, назвав её «Полагаю, что я скоро умру» (англ. Funny In My Mind (I Believe i’M Fixin’ to Die), для пластинки «Страна снов» (Сказочная страна) Dreamland. Помимо этого его бывшая группа Led Zeppelin исполняла эту песню на концертах в виде попурри с «Whole Lotta Love» (Led Zeppelin BBC Sessions). Концертная версия Чака Рагана из панк-группы Hot Water Music была включена в его сольный концертный альбом Los Feliz (2007). В 2007 году независимый лейбл Valley Entertainment выпустила сборник Miss Blues’ES Child, в который вошла кавер-версия этой песни в исполнении Эли Кука. Помимо этого, в 2010 году певец Джи Лав и фолк-группа The Avett Brothers записали эту песню в качестве заглавного трека для одноимённой пластинки Fixin’ to Die.